# Кошчежина
Кошчежѝна (на полски: Kościerzyna; на кашубски: Kòscérzna; на немски: Berent, Bern) е град в Северна Полша, Поморско войводство. Административен център е на Кошчежински окръг, както и на селската Кошчежинска община, без да е част от нея. Самият град е обособен в самостоятелна градска община с площ 15,86 км2. Към 2010 година населението му възлиза на 23 138 жители.

## Личности

### Родени в града
- Хенрик Мушински – римокатолически духовник, примас на Полша (2009 – 2010)